# Naoya Yoshida
Naoya Yoshida (japanisch 吉田 直矢 Yoshida Naoya; * 20. Dezember 1994 in Kasukabe) ist ein japanischer Fußballspieler.

## Karriere
Yoshida erlernte das Fußballspielen in den Jugendmannschaften vom FC Bambino, dem FC Kasukabe, von Kawasaki Frontale sowie in der Universitätsmannschaft der Universität Tsukuba. Seinen ersten Vertrag unterschrieb er 2017 bei Tonan Maebashi in Maebashi. Im August 2017 wechselte er nach Kusatsu zum Zweitligisten Thespakusatsu Gunma. Am Ende der Saison 2017 stieg er mit dem Klub in die dritte Liga ab. Für Thespakusatsu absolvierte er 14 Ligaspiele. 2019 wechselte er für zwei Jahre zum Ligakonkurrenten Iwate Grulla Morioka nach Morioka. Für Iwate stand er 20-mal in der dritten Liga auf dem Spielfeld. Anfang Januar 2021 unterschrieb er einen Vertrag beim Viertligisten Verspah Ōita. Hier bestritt er 35 Ligaspiele. Im Februar 2023 wechselte er zum unterklassigen Shinagawa CC Yokohama. Hier stand er bis Anfang August 2023 unter Vertrag. Am 4. August 2023 nahm ihn der in der vierten Liga spielende Yokogawa Musashino FC unter Vertrag. Hier spielte er bis Ende 2024.